# Elite Model Look
Elite Model Look, antes conocido como "Look of the Year" desde 1983 a 1995, es un evento anual de moda organizado por la agencia Elite Model Management, con un grupo internacional de gestión de modelos. Se utiliza para descubrir y poner en marcha modelos de moda femeninas en el mercado internacional de la moda, junto a la agencia de modelos Ford Models y su Ford Supermodel Of The World. Cada año, el concurso atrae a unos 350.000 participantes de aproximadamente 70 países en el mundo, con cástines celebrados en más de 800 ciudades. Los concursantes, típicamente entre las edades de 14 y 22 años, compiten en concursos locales para tener la oportunidad de representar a su país en la final del mundo.

## Historia
Fue creado en el año de 1983 por el agente de modelos John Casablancas, bajo el nombre de Look Of The Year. Los concursantes notables incluyen a Paula Rejon, Alessandra Ambrosio, Ana Beatriz Barros, Cindy Crawford, Helena Christensen, Dayana Mendoza, Melania Trump, Olga Kurylenko, Jill McCormick, Diane Kruger, Esther Cañadas, Fernanda Tavares, Frederique van der Wal, Ruby Christine Martin, Gisele Bündchen, Inés Rivero, Isabeli Fontana, Kate Dillon Levin, Lara Stone, Juana Burga, Petra Němcová, Stephanie Seymour, Tatjana Patitz, Ujjwala Raut, Manasvi Mamgai, Azra Akin, Miriam Odemba, Rolene Strauss, Valentina Zelyaeva, Trinidad de la Noi, Diana Croce, María Almenta y Josefina Cisternas

## Las ganadoras

### Galería

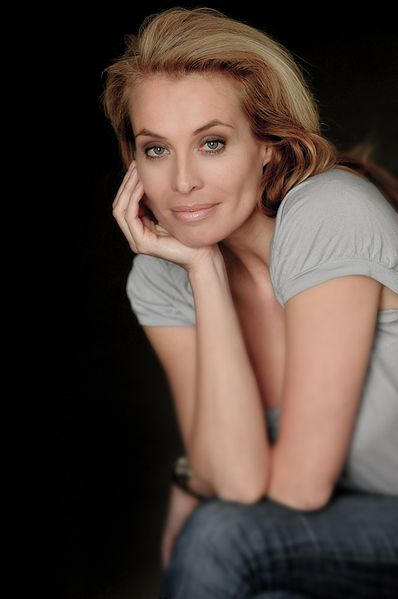
Elite Model Look Internacional 1985 Frederique van der Wal,  Países Bajos.
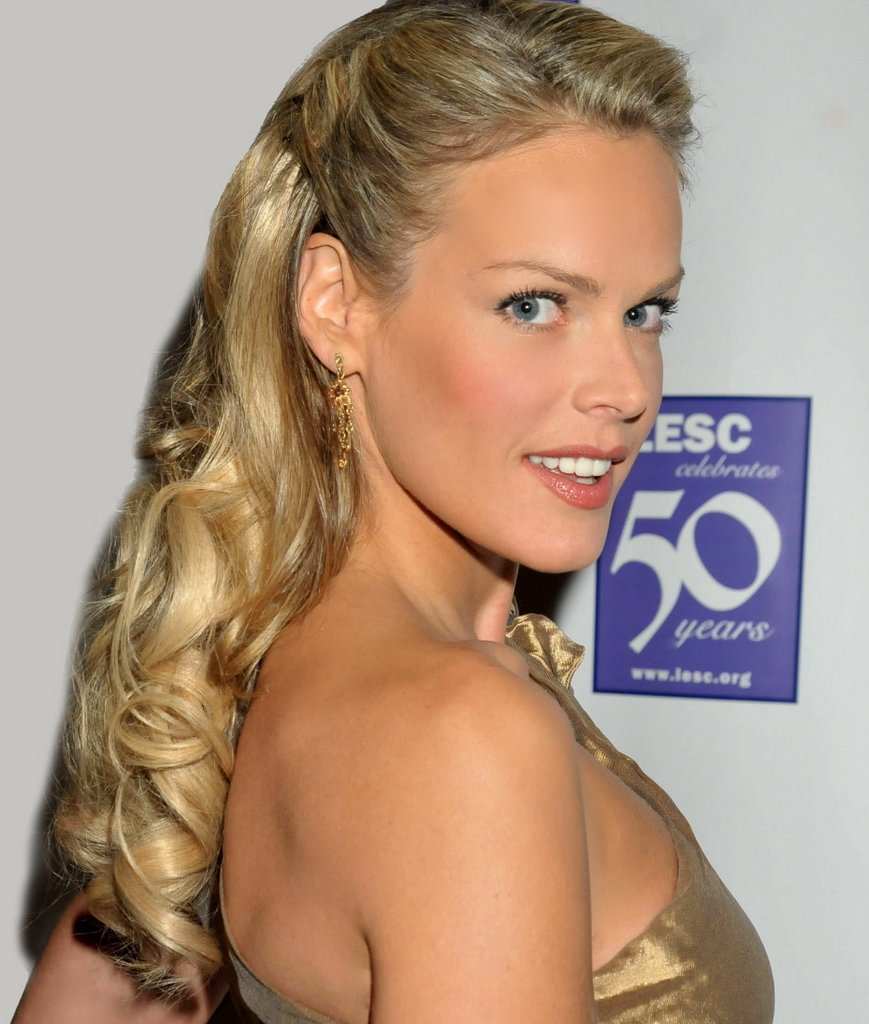
Elite Model Look Internacional 1993 Heidi Albertsen,  Dinamarca.
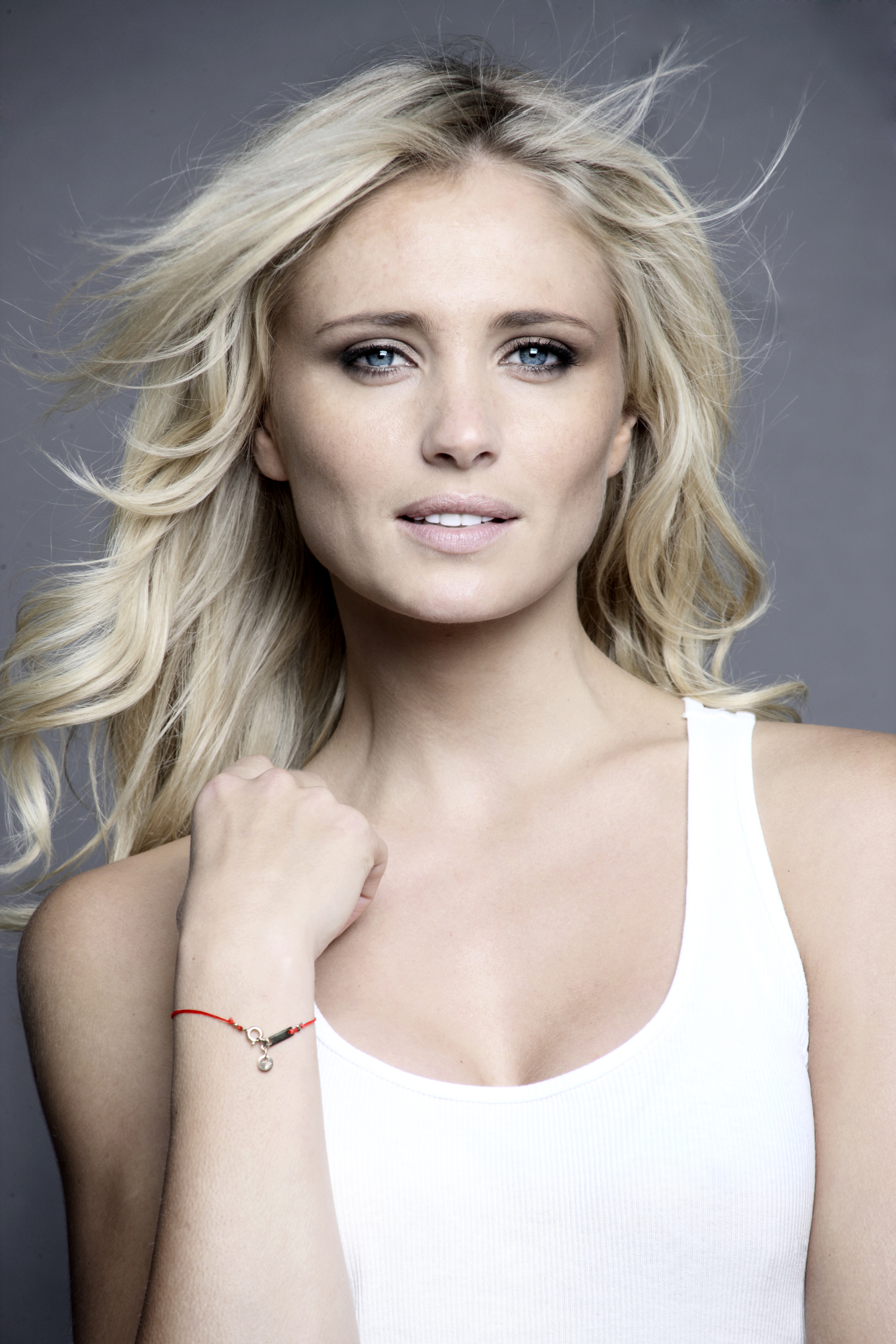
Elite Model Look Internacional 1997
Yfke Sturm,  Países Bajos.
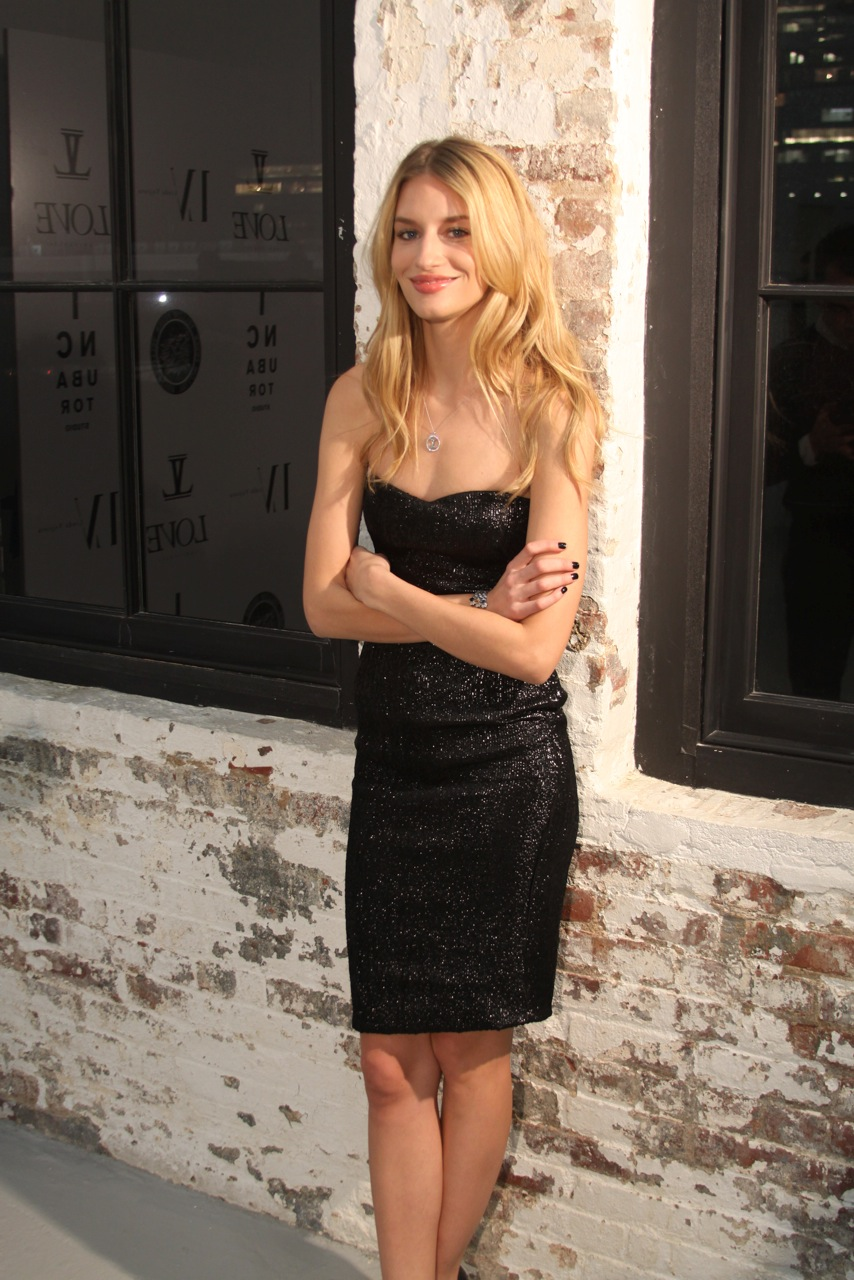
Elite Model Look Internacional 2000 Linda Vojtová,  República Checa.
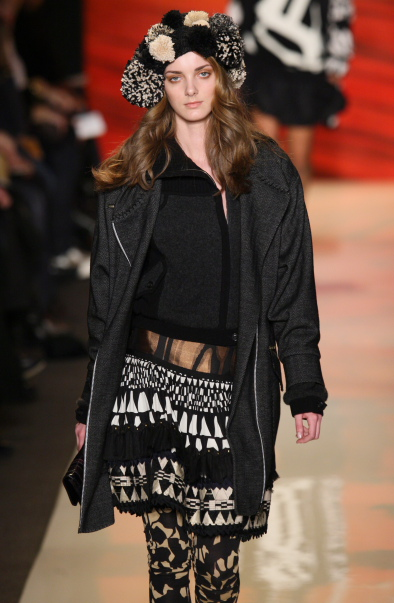
Elite Model Look Internacional 2006 Denisa Dvořáková,  República Checa.

### Por países
| País/Territorio | Títulos | Años ganados                       |
| --------------- | ------- | ---------------------------------- |
| Países Bajos    | 6       | 1985, 1990, 1997, 2001, 2004, 2015 |
| República Checa | 5       | 2000, 2006, 2013, 2014, 2016       |
| Estados Unidos  | 4       | 1983, 1987, 1988, 1992             |
| Francia         | 4       | 2005, 2007, 2012, 2015             |
| Suecia          | 2       | 1986, 2011                         |
| Rusia           | 2       | 1994, 2017                         |
| Suiza           | 2       | 1995, 2009                         |
| Bélgica         | 2       | 1991, 2008                         |
| Nigeria         | 1       | 2016                               |
| Italia          | 1       | 2014                               |
| Eslovaquia      | 1       | 2003                               |
| Serbia          | 1       | 2002                               |
| Rumania         | 1       | 1998                               |
| Dinamarca       | 1       | 1993                               |
| España          | 1       | 1989                               |
| Brasil          | 1       | 2017                               |